# Hasta que el dinero nos separe
Hasta que el dinero nos separe es una telenovela mexicana producida por Emilio Larrosa para Televisa en el 2009. La telenovela es una adaptación de la historia colombiana Hasta que la plata nos separe, escrita por Fernando Gaitán y siendo adaptada por el mismo Emilio Larrosa. Se estrenó por el Canal de las Estrellas el 29 de junio de 2009 en sustitución de Un gancho al corazón. Desde el 3 al 14 de mayo de 2010 la telenovela compartió media hora de su espacio con su sucesora Llena de amor, hasta que finalizó el 16 de mayo de 2010.
Está protagonizada por Pedro Fernández e Itatí Cantoral; y con las participaciones antagónicas de Luz Elena González, Víctor Noriega, Harry Geithner y Lalo "El Mimo". Cuenta además con las actuaciones estelares de Rodrigo Vidal, Claudia Troyo, Joana Benedek, Leticia Perdigón, Carlos Bonavides, Malillany Marín, Frances Ondiviela, Diana Golden, Pedro Weber "Chatanuga" y los primeros actores Norma Lazareno, Carmen Salinas, Carlos Cámara y Sergio Corona.

## Trama
Rafael Medina Núñez es un modesto comerciante que vende de todo con tal de mantener a su madre y a su hermana. Una desafortunada noche, al volver a casa en su viejo automóvil Ford Grand Marquis año 1982 al cual cariñosamente llama "el pantera" (por ser de color negro) de una desastrosa cita de negocios, saca accidentalmente de la carretera a un automóvil que cae por un abismo profundo. Tras dudarlo mucho, Rafael decide ir en auxilio del accidentado conductor, y se encuentra con una bella mujer, de nombre Alejandra Álvarez del Castillo, gerente de ventas de una poderosa concesionaria que distribuye vehículos Ford, que está destrozada y delirante. Rafael lleva a Alejandra a una clínica, y aquí su vida sufre un giro total e inesperado, que lo hará cuestionarse si valió la pena sacarla de allí y salvarle la vida.
Al llegar a la clínica, la policía lo arresta por presentarse con un herido de sangre. Además, Alejandra lo delata con la poca lucidez que le queda. Rafael debe, pues, enfrentarse un infierno legal y económico. 
Alejandra sufre múltiples y graves fracturas en todo el cuerpo. Estaba a punto de casarse con un distinguido, temido y despreciable hombre que fingía ser abogado para vivir a costillas de la fortuna del padre de Alejandra y quitarle una propiedad y disimuladamente su dinero, y el accidente le estropea totalmente la boda. Su automóvil está totalmente destrozado y el seguro no cubre todas las reparaciones; por si fuera poco, recibe una cláusula de incumplimiento por no presentarse a la firma de las escrituras de su futuro apartamento y pierde negocios importantes. Además, la convalecencia la aleja de su trabajo de ejecutiva durante un mes, lo que le ocasiona grandes pérdidas a su empresa. 
Alejandra debe entonces someterse a una delicada operación con terapia de rehabilitación en los Estados Unidos, sin embargo, no tiene cómo pagar los daños, pues su familia, aristocrática y muy pudiente en el pasado, atraviesa por serios problemas económicos y tiene todos sus bienes embargados gracias a Marco (su novio).
Rafael llega a un acuerdo con el novio de Alejandra. Le pide que lo deje salir de la cárcel a cambio de pagar el dinero que él jamás ha visto en toda su vida. El convenio es muy sencillo: Alejandra pide un préstamo bancario por ese dinero (pues a él jamás le prestarían nada en un banco) y él se compromete a pagarlo durante tres años, a razón de treinta y seis cuotas mensuales de ciento cincuenta mil pesos; una cifra absurda si se piensa que en los mejores meses de su vida apenas ha logrado ganar cinco mil pesos.
Sin estudios universitarios, Rafael inicia una carrera loca por hallar un trabajo que le ofrezca más de seis millones de pesos. La ciudad es exigente y, como es de suponer, no lo logra. Sin embargo, hay otra oportunidad: esta vez, aunque odiándolo, será Alejandra quien emplee a Rafael en el concesionario de automóviles para que el trabaja.
Los dos empezarán a trabajar juntos, en medio de un gran infierno generado por las presiones económicas y por los reproches de ella debido al accidente. Rafael trabajará sin tregua las veinticuatro horas del día, los siete días de la semana, bajo el látigo implacable de Alejandra. Los dos entienden que deben soportarse por un tiempo, hasta que el dinero los separe. 
Es una relación de odio, pero en la que los dos dependen mutuamente, comparten mucho tiempo y muchas aventuras juntos que sin quererlo harán que su relación de un giro de 180°. Desde entonces, nace el amor entre ellos.

## Reparto
- Pedro Fernández - Rafael Medina Núñez  "Rafita"
- Itatí Cantoral - Alejandra Álvarez del Castillo Fernández
- Luz Elena González - Victoria De la Parra "Vicky la Pajarita"
- Víctor Noriega - Marco Macario Valenzuela  Aguilera "El Abogaducho"
- Carlos Cámara - Lic. Francisco Beltrán
- Sergio Corona - Don Jorge Álvarez del Castillo
- Rodrigo Vidal - Jaime Del Rincón Ferrán
- Harry Geithner - Édgar Marino "El Zorro"
- Carlos Bonavides - Ramiro Nepomuceno Jiménez "El Ay Dios Mío"
- Joana Benedek - Marian Celeste
- Leticia Perdigón - Leonor Núñez de Medina
- Lalo "El Mimo" - Vicente Chávez "La Rata"
- Frances Ondiviela - Rosaura Suárez de De la Grana "La Casada"
- Diana Golden - Isabel Duarte de Anaya "La Generala"
- Norma Lazareno - Rosario Álvarez del Castillo de Quintana
- Carlos Ignacio - Germán Ramírez Betancourt "El Teórico"
- Sergio DeFassio - Ismael "El Bebé" Dueñas
- Claudia Troyo - Susana Haddad de Ospina
- Érika García - Julieta Medina Núñez de Del Rincon
- Malillany Marín - Claudia Bermúdez de Urdiales "La Buenota"
- Gaby Ramírez - Ovidia "Obby"
- Héctor Sandarti - Nelson Ospina "El Dandy"
- Ana Bekoa - Rubí de Álvarez del Castillo
- Pedro Weber "Chatanuga" - Don Gastón De la Parra
- Mario Casillas - Ignacio Rubiales "El Camarón"
- Alfredo Alfonso - Enrique Quintana
- Ferdinando Valencia - "El Rizos"
- Emiliano Flores Zepeda - Mauro
- Roberto Miquel - Pancho De la Parra
- Fernando Manzano - Felipe De la Parra
- Agustín Arana - Daniel Zepeda De los Monteros
- Carmen Salinas - Arcadia Alcalá Vda. de Rincón
- Pablo Cheng - Bugambilia
- Julio Vega - Amador
- Elizabeth Aguilar - Doña Dolores
- Diana Herrera - Carmela Muñoz "La Devorahombres"
- Roberto Tello - Juan Tovar "El Trapito"
- Emma Escalante - Taily "Edecán de Autos Siglo"
- Noemi Gutti - Milly "Edecán de Autos Siglo"
- Alberto Loztín - Efraín Zetina
- Ingrid Marie Rivera - Milagros Valtierra de Zepeda
- Jorge Ortiz de Pinedo - Don Rafael Medina Santillán
- Marco Uriel - Lic. Humberto Urdiales
- Alicia Machado - Karen Sandoval
- María Elisa Camargo - Mónica Ledesma
- Pietro Vanucci - Guillermo
- Ricardo Guerra - José Tomás Moreno "Pepeto"
- Eric Prats - Samuel Ocampo Cabello "Señor Cabello"
- Anghel - Elvira Jiménez
- Rodolfo Vélez - Suegro de Jiménez
- Marisela Arriola - Suegra de Jiménez
- Rafael Origel - Frank / Jerónimo Vega "Amigo de Chávez"
- Susana Diazayas - Cristina
- Sofía Tejeda - Azucena
- Maricarmen De La Peña - Clarita
- Horacio Beamonte - El Gran Brujo Mololongo
- David Bisbal - Él mismo
- Galilea Montijo - Ella misma
- Alfredo Oropeza - Él mismo
- La Sonora Santanera - Ella misma
- Consuelo Duval - Rebeca Madariaga "La Leona"
- José Antonio Iturriaga - Rendón
- Zoila Quiñones - Mamá de Ramírez
- Raúl Ochoa - Lic. Antonio Gómez
- Guadalupe Pineda - Ella misma
- Lolita Ayala - Ella misma
- Patricio Cabezut - Él mismo
- Fabiola Campomanes - Lola Sansores "La Coqueta"
- Wanda Seux - Wanda
- Úrsula Prats - Manuela Olivares "La Sargento"
- Jorge Arvizu - Isidoro Hernández "El Nene"
- Alejandra Barros - Lic. Alicia Ávila Del Villar
- Sergio Mayer - Johnny Alpino "El Catrín"
- Lourdes Munguía - Laura Fernández Del Villar "La Burguesa"
- Ricardo Barona - Hernán Linares "El Maestro"
- Manuel "Flaco" Ibáñez - Casimiro Gutiérrez "Gutierritos"
- Luis Gimeno - Lic. Fernando Bernal
- Tania Vázquez - Roxana Ferrón García "Roxanita"
- Roberto Blandón - Edgardo Regino "El Coyote"
- Ramón Valdez Urtiz - Germán
- José Luis Cordero - Martín Treviño
- Christian Chávez - Sergio

## Versiones
- Hasta que la plata nos separe es una versión de la telenovela colombiana  donde protagonizaron Marcela Carvajal y Víctor Hugo Cabrera.
- Hasta que la plata nos separe es una versión de la telenovela colombiana producida por la cadena RCN Televisión que se transmite por Canal RCN en Colombia, y Telemundo en Estados Unidos donde protagonizaron Carmen Villalobos y Sebastián Martínez.

## DVD
El Grupo Televisa lanza a la venta en formato DVD sus novelas.

## Premios y nominaciones

### Premios TVyNovelas 2010
| Categoría                   | Persona                        | Resultado |
| --------------------------- | ------------------------------ | --------- |
| Mejor telenovela            | Emilio Larrosa                 | Ganadora  |
| Mejor actriz                | Itatí Cantoral                 | Ganadora  |
| Mejor actor                 | Pedro Fernández                | Ganador   |
| Mejor primera actriz        | Carmen Salinas                 | Nominada  |
| Mejor revelación femenina   | Malillany Marín                | Nominada  |
| Mejor historia o adaptación | Fernando Gaitán Emilio Larrosa | Nominada  |
| Mejor dirección de cámaras  | Luis Monroy                    | Nominado  |
| Mejor tema musical          | Pedro Fernández                | Nominado  |

### Premios Bravo2010
| Categoría                 | Persona         | Resultado |
| ------------------------- | --------------- | --------- |
| Mejor actriz protagónica  | Itatí Cantoral  | Ganadora  |
| Mejor revelación femenina | Malillany Marín | Ganadora  |

### Premios People en Español 2010
| Categoría                | Persona                        | Resultado |
| ------------------------ | ------------------------------ | --------- |
| Mejor telenovela         | Mejor telenovela               | Ganadora  |
| Mejor refrito            | Mejor refrito                  | Nominado  |
| Mejor actriz             | Itatí Cantoral                 | Ganadora  |
| Mejor actor              | Pedro Fernández                | Nominado  |
| Mejor revelación del año | Luz Elena González             | Nominada  |
| Mejor pareja             | Itatí Cantoral Pedro Fernández | Ganadores |

### Premios Palmas de Oro 2010
| Año  | Categoría                     | Telenovela    | Resultado |
| ---- | ----------------------------- | ------------- | --------- |
| 2010 | Toda una vida en la actuación | Sergio Corona | Ganador   |

### TV Adicto Golden Awards
| Año  | Categoría   | Nominados      | Resultado |
| ---- | ----------- | -------------- | --------- |
| 2010 | Mejor final | Emilio Larrosa | Ganador   |